# El Luchador (serie de televisión)
El Luchador es el primer reality en Latinoamérica que aborda el mundo de la Lucha Libre a través de la perspectiva real de cuatro luchadores de la empresa más añeja de Lucha en el mundo, el Consejo Mundial de Lucha Libre y que demuestra el esfuerzo y sacrificio de la doble vida del luchador, la del héroe que pelea sobre el ring y la de la persona detrás de la máscara.
Shocker, el 1000% guapo es una estrella que necesita recuperarse de una lesión para recuperar su lugar en las carteleras… Bucanero, un rudo que antes de perderlo todo, quiere demostrarle a su familia que es un gran luchador… Felino, un veterano dividido entre seguir aferrándose a la gloria o abrirle el paso a sus hijos luchadores… y Magnus, un novato enmascarado que para sobresalir en este difícil mundo tiene que controlar su rebeldía y demostrar que merece permanecer en la lucha libre.
El programa se estrenó el 22 de octubre de 2011 y se transmitió a México y Latinoamérica por A&E Network, fue grabada íntegramente en alta definición con un estilo visual cinematográfico, con la profundidad de un documental y el nivel de drama que caracteriza a todo reality, la primera temporada constó de ocho episodios cuya grabación se realizó en diversas locaciones de la Ciudad de México y en Guadalajara (México) y que requirió de dos años de pre y producción en donde se obtuvieron más de 300 horas de filmación.
La primera temporada logró un incremento de rating del 116% y alcanzó a más de 1.3 millones de mexicanos,  lo que llevó a la producción de una segunda temporada, la cual salió al aire en octubre de 2012 y que logró un éxito sin precedentes, ya que logró triplicar la audiencia con respecto a la primera temporada, y posicionó a A&E como el segundo canal de paga más visto en su estreno con su lema "todos somos luchadores".

## Formato
El formato de El Luchador es un híbrido entre el reality de celebridades y de deportes, aunque tiene la cualidad de que no existe competencia entre sus personajes. Cada uno de los cuatro personajes representan a una etapa distinta en la vida de un luchador y se unen por el bien del Consejo, quien les encomienda una misión diferente en cada episodio, representado por el Hombre de Negro, un peculiar personaje que representa los intereses del Consejo Mundial.
El programa gira entre los dos universos de los luchadores, la parte profesional, con sus entrenamientos, la creación de las máscaras y los personajes, la rivalidad entre rudos y técnicos, los constantes viajes, las lesiones, la dura rehabilitación que conllevan y hasta las tentaciones del medio… así como también la parte personal, los roles de padre, hijo, hermano, esposo y cómo intentan conciliar la fama y el reconocimiento debajo de los reflectores con la vida sencilla de quien se gana la vida luchando… Con esto la serie intenta mostrar al ser humano detrás de la máscara y que la verdadera lucha comienza cuando se bajan del ring.

## Personajes
- Shocker (luchador)

Jair Soria, oriundo de Guadalajara, Jalisco, hijo del luchador Rubén “Pato” Soria y de Sanjuana Reyna, cantante de música popular, es un luchador profesional con 20 años de experiencia en las empresas más importantes de México, Estados Unidos y Japón, Shocker debutó como luchador enmascarado por el bando técnico en 1992, su nombre nació después de ver el personaje de la película del mismo nombre.
En su brillante carrera, Shocker se ha distinguido tanto por su gran estilo como por su capacidad de explotar su sex appeal, desde que perdió la máscara ante el que era su pareja de mil batallas, Mr. Niebla, y renació como el 1000% guapo de la lucha, acaparando los reflectores y la atención de las fanáticas. A pesar de su fama de rompe corazones, Shocker tiene una relación estable con su novia, Leslie, una chica que supo ganarse su corazón y a la que le lleva 20 años… los mismos que lleva luchando.
Shocker es el gran ídolo del Consejo Mundial de Lucha Libre después de la partida del Místico a la WWE, sin embargo, después de que sufrió una grave lesión en la rodilla en un combate de Campeonato Mundial contra el Último Guerrero, está luchando por regresar a los encordados para reclamar el lugar como el máximo ídolo de la lucha libre en México.
- Rey Bucanero

Arturo García es oriundo del pueblo de Xochimilco en la Ciudad de México, desde muy pequeño y a raíz del divorcio de sus padres quedó cargo de su tío, el luchador Pirata Morgan, quien lo introdujo en el mundo de la lucha libre en donde durante más de 20 años, se ha distinguido por brillar a lado de rudos como Lizmark y el Último Guerrero.
Después de debutar en 1999, Bucanero perdió la máscara en un combate memorable ante Shocker, desde entonces, aprovechó su imagen con las mujeres, lo que le ganó el apodo del “Corsario del Amor”, lo que lo ha puesto en aprietos con sus parejas en más de una ocasión.
Después de una crisis financiera, Bucanero quiere recuperar su matrimonio con Leticia, con quien tiene dos hijos que lo impulsan cada día a redimirse como pareja y padre y quiere aprovechar la oportunidad de ser el rudo más importante del Consejo.
- Felino

Jorge Luis Casas pertenece a una de las dinastías luchísticas más importantes del país, a donde pertenecen su padre, Pepe Casas y sus hermanos, el Negro Casas y Heavy Metal, a pesar de ser un veterano con casi 30 años de carrera, Felino mantiene el mote del luchador más rápido gracias a su disciplina y dedicación. Felino consolidó una brillante carrera como luchador enmascarado hasta que perdió la máscara ante La Sombra en el 2010, un evento que lo marcó personal y profesionalmente, por lo cual ha tenido que renacer como personaje.
Felino vive desde hace más de 7 años con la también luchadora, Princesa Blanca, con quien comparte la responsabilidad de guiar a sus hijos Puma King y Tiger Kid en esta difícil carrera a pesar de que los dos luchadores buscan tomar sus propias decisiones a pesar de la opinión de su padre.
Felino busca adaptarse al estilo estrafalario de la Peste Negra para mantenerse en el gusto del público a pesar de que va en contra de su personalidad, por lo que sabe que para tener un último gran triunfo antes de despedirse, tiene que renovarse o morir
- Magnus

De apenas 17 años, Magnus es el luchador más joven del Consejo Mundial de Lucha Libre, criado en el emblemático barrio de Tepito, es hijo del exluchador Tony Salazar, quien fuera una importante figura de la lucha en los setenta, fiel representante del bando técnico por su arrojo a la hora de lanzarse de las cuerdas, inspiró su nombre en el Emperador romano Carlo Magno.
Magnus vive en constante conflicto con la autoridad, ya que el entrenador que lo ha llevado a debutar en la Arena más exigente del país, también es un padre estricto y controlador, aunque el alejarse de la sombra de su padre no es el menor de sus problemas, ya que también es primo de Místico (luchador), actualmente conocido como Mystezys, con quien lo comparan constantemente, tanto por su apariencia como por su estilo. Mangus tiene la presión de haber debutado con grandes expectativas, tanto del público como de la empresa, por lo que luchará por ganarse un lugar en los primeros carteles, sin apoyarse en la fama de su primo, el Místico, ni en la influencia de su padre.
- Místico (II)

Dragon Lee es un joven luchador nacido en Tala, Jalisco que pertenece al bando de los técnicos, hijo del luchador Toro Blanco y hermano de Rush, el técnico más rudo del CMLL. Mientras vivía en Jalisco, Dragon Lee quiso comenzar una carrera como modelo, pero la vida lo fue llevando por el camino de los encordados hasta convertirlo en la joven promesa del Consejo.
El estilo aéreo de Dragon Lee lo ha transformado en uno de los luchadores más espectaculares, ganándose el mote del “suicida del ring”. Esta forma de luchar proviene de varios años entrenando kung fu y de su gusto por las películas de Bruce Lee, de donde surgió el nombre de su personaje. A su corta edad, uno de sus más grandes logros de Dragon Lee dentro del mundo de la lucha, fue ganar el torneo “Sangre Nueva”, donde se enfrentó a varios de los más jóvenes luchadores pertenecientes al CMLL.
Dragon Lee participó en el torneo “En Busca de un Ídolo” donde quedó en tercer lugar, a raíz de su participación en dicha competencia, El luchador-sacerdote Fray Tormenta, inspiración de la película Nacho Libre,  quedó impresionado por sus aptitudes y le ofreció encarnar al personaje del “Nuevo Místico”: a partir de ahora Dragon Lee ha quedado en el pasado para convertirse en la nueva versión de uno de los luchadores más taquilleros de todos los tiempos, que podría catapultarlo a la fama y convertirlo en una leyenda del ring.
- Toro Blanco

Toro Blanco es su padre y su entrenador, y el joven luchador tiene roces constantes con él debido a la excesiva disciplina, control y mano dura que el Toro utiliza para convertir a su hijo en unos de los mejores guerreros del cuadrilátero, aAparte del apoyo de su familia, Dragon Lee también tiene el de su novia Andrea, con quien lleva una relación a distancia, ya que ella continúa viviendo en Jalisco mientras Dragon habita en la Ciudad de México. Andrea es bastante celosa de las fanes de su novio, quien comienza a destacar dentro del mundo de la lucha. La presencia de la joven le trae problemas al Dragon, ya que a “Toro Blanco” no le cae bien Andrea, a quien considera una mala influencia y una distracción para su hijo.
- Mr. Niebla

Más conocido como “el rey del guaguancó” y “el apestoso mayor”, forma parte junto con Felino y El Negro Casas de una de las tercias rudas más famosas de todos los tiempos: “La Peste Negra”. Su estilo arrabalero y populachero, así como su ideas novedosas para crear personajes y rutinas divertidas lo han convertido en uno de los favoritos del público.
Comenzó a luchar en la Arena Coliseo de Monterrey en 1990, ha obtenido el título de Campeón Mundial de Peso Pesado y es uno de los luchadores más respetados del CMLL, sus rivales tiemblan cuando se enfrentan con Mr. Niebla. El mismo Shocker fue desenmascarado por “la bestia babeante” en 1999, lo que provocó una rivalidad entre ellos que existe hasta la fecha.
Su principal amigo dentro y fuera del cuadrilátero es su mascota en la Peste Negra, “El Perico Zacarías”, con quien comparte vivienda y aventuras profesionales. Sus principales enemigos no se encuentran arriba del ring, sino dentro de él: Mr. Niebla es dado a los excesos contra los que lucha.
- Estrellita (luchadora)

Lla llegada de Estrellita al mundo de la lucha fue a través de la música, ya que formó parte de un grupo musical versátil integrado por luchadores llamado “Los Rudos del Ritmo”. Para pertenecer a dicha agrupación era indispensable ser un profesional del encordado.
Estrellita maneja un estilo sexy y ligero arriba del cuadrilátero, lo que provoca envidia y mala vibra por parte de la gran mayoría de sus compañeras, quienes la consideran una luchadora poco preparada que da más espectáculo que buenas llaves.
Estrellita es una mujer multifacética, ya que aparte de tocar varios instrumentos musicales, compagina sus actividades luchísticas con actividades como la de doble de riesgo para telenovelas. A pesar de su apariencia sensual que le ha valido el apodo de “la Britney Spears de la lucha”, Estrellita es una cristiana devota que canta en su templo cuando su apretada agenda se lo permite. También es madre de dos hijos adolescentes a los que cría ella sola.
Su reciente relación con Puma King, el hijo de Felino 13 años menor que ella, le ha traído varios problemas con Princesa Blanca, quien es una de sus principales críticas y rivales dentro y fuera del cuadrilátero. Estrellita está decidida a quitarse el estigma de luchadora mediocre que sus compañeras insisten en ponerle, para ello se esfuerza día con día para demostrar que es una verdadera amazona del ring.

## Música
El tema principal de la serie, “El Luchador”,  fue compuesto por Camilo Lara, productor del Instituto Mexicano del Sonido, tiene fuerte influencia surf que se asocia a la Lucha Libre. Para la segunda temporada el grupo mexicano Conjunto Nueva Ola creó el tema El Luchador.

## Locaciones
La serie se realizó en su totalidad en locaciones de la Ciudad de México y Guadalajara, en lugares como la Arena México y la Arena Coliseo (Ciudad de México), así como en lugares tan emblemáticos como Xochimilco, el Centro Histórico de la Ciudad de México, el Hipódromo de las Américas, Ciudad Universitaria (Universidad Nacional Autónoma de México), el Mercado de Sonora, entre otros.

## Primera temporada (2011)
- Episodio 1. "El Encuentro".

La vida de cuatro luchadores se une cuando son convocados por el Consejo Mundial de Lucha Libre a través del Hombre de Negro para colaborar en el resurgimiento de la lucha libre. Shocker intentará volver a los cuadriláteros después de una lesión que casi acaba con su carrera; el novato Magnus tiene la responsabilidad con su entrenador Tony Salazar de competir en su primer torneo oficial, mientras Felino comienza una rivalidad con Bucanero por haber desertado de La Peste Negra, mientras intenta controlar la incipiente carrera de sus hijos, Puma King y Tiger Kid.
- Episodio 2. "La Misión".

Felino intenta cambiar su imagen de “apestoso” a pesar de las negativas de sus compañeros de La Peste Negra, mientras Shocker depende de su novia Leslie para renovar la suya, Bucanero descuida su compromiso con el Consejo por preparar una fiesta sorpresa para salvar la relación con su esposa Leticia y Magnus pone a prueba su reputación cuando un estudiante lo reta a luchar frente a los alumnos de su escuela, antes de su gran oportunidad en el Campeonato Ligero, todos tienen que superar sus diferencias para trabajar juntos en la primera misión que les impone el Consejo.
- Episodio 3. "Entrenamiento grupal".

Todos se unen en un entrenamiento único en el que se confrontan el estilo clásico y moderno de la Lucha Libre. Una discusión pone a prueba la relación de Shocker con su novia Leslie, mientras Magnus es tentado por Dragon Lee a salir con un par de edecanes a pesar de que está prohibido por el Consejo, por su parte, Felino intenta recuperar a sus hijos mientras Bucanero convence a Tiger Kid de bailar en su show de estríperes.
- Episodio 4. "Evento de beneficencia".

Los luchadores enfrentan el reto de organizar con sus medios un evento a favor de la Casa Hogar de Fray Tormenta, el cura enmascarado, por su parte, Shocker trata de olvidar a Leslie con otra mujer, el ego lleva a Magnus a confrontarse con su gran amigo, Dragon Lee, mientras que Felino y Bucanero tienen la oportunidad de enfrentarse en un ring por el Campeonato Semi Completo.
- Episodio 5. "Sesión fotográfica".

Nuestros luchadores tienen que controlar sus egos al participar en una campaña publicitaria para promover al CMLL. Shocker busca la manera de acercarse a Leslie a toda costa, Magnus expone su orgullo en un juego de Gotcha! con sus amigos,  Felino busca el apoyo de su esposa, Princesa Blanca, cuando recibe un fuerte golpe a su salud y Bucanero tiene la presión de ganar el Campeonato Semi Completo, para realizar el bautizo de su hija.
- Episodio 6. "Lucha de Discípulos".

La mudanza de Leslie con Shocker pone a prueba su reconciliación, la soberbia de Magnus puede costarle cara en la renovación de su contrato, Bucanero se reencuentra con su primer hijo después de seis años, mientras Felino apoya a su primogénito a pesar de los celos que puede despertar en sus hermanos. La lucha de los discípulos pone a prueba la lealtad de Tiger con su familia, lo que lleva la rivalidad de Felino y Bucanero al límite, aunque el Consejo busca la forma de hacer una tregua.
- Episodio 7. "Viaje".

Felino y Princesa tienen que arreglárselas para encargar a su perrita Megan a sus hijos, el viaje a provincia obliga a Felino y Bucanero a compartir esquina y habitación a pesar de sus diferencias, Shocker se reencuentra con sus raíces al visitar a sus padres mientras Leslie aprovecha su ausencia, Magnus es tentado a cambiarse al bando rudo a pesar de la opinión de Tony Salazar. El Consejo los reta a demostrar que pueden atraer de nuevo al público.
- Episodio 8. "Reto Final"

Shocker quiere consolidar su relación con Leslie, a la vez que tiene una última oportunidad de regresar a los encordados, Magnus tiene una revelación con Tony Salazar antes de enfrentar una decisión del Consejo que marcará su carrera, mientras Bucanero y Felino tendrán la oportunidad de arriesgar sus cabelleras una batalla final en la Arena México que probará su capacidad de convocatoria.

## Segunda temporada (2012)
- Episodio 1. "Transformación".

Viejos rivales y la nueva sangre del Consejo intentarán cumplir con el objetivo que dejaron pendiente. Shocker enfrentará el reto más difícil de su vida… La llegada de un nuevo integrante a su familia. Bucanero lucha en una nueva etapa en su carrera y por mantener unida a su familia. Felino busca consagrar el apellido Casas, pero su obsesión lo llevará a pisar terrenos que nunca imaginó. Dragon Lee es el elegido del Consejo, aunque primero tendrá que luchar contra los impulsos de su juventud.
- Episodio 2. "Compromiso".

Nuestros luchadores correrán el peligro de ser arrestados al cumplir con la misión del Consejo, Shocker tendrá que encontrar el balance en su vida con la llegada de su primer hijo, la relación de Puma con una mujer mayor pone en peligro la unidad de toda la familia Casas, para consolidarse como el mejor rudo, Bucanero tendrá que vencer a la nueva Sangre del Consejo Mundial arriba y abajo del ring, y el padre de Dragon Lee intentará controlar el ímpetu del joven luchador antes de que comience el torneo En Busca de un Ídolo.
- Episodio 3. "Rompimiento".

Los cuatro luchadores intentarán cumplir con la promesa de llevar una lucha a gente con escasos recursos, mientras la necesidad económica hará dudar a Dragon Lee sobre su carrera en la lucha, el extravío de un integrante de la familia pondrá a prueba la relación de Shocker y Leslie, Bucanero abrirá viejas heridas de su pasado al intentar reconciliarse con Lety y Felino enfrentará la traición de uno de sus hijos.
- Episodio 4. "Temor".

Tony Salazar evaluará los resultados de la primera misión, Bucanero busca rehacer su vida personal y el Consejo lo probará al encomendarle una tarea que no podrá rechazar. Leslie duda de la capacidad de Shocker para ser padre. Princesa Blanca le da una difícil opción a Felino para ser padres. Dragon Lee duda de su capacidad como luchador al enfrentar a su segundo rival en el torneo En busca de un Ídolo.
Episodio 5. "Crecimiento".
Los cuatro luchadores planearán su segunda misión la cual los llevará a prisión. Un Dragon Lee confundido le da la espalda a su familia y un viejo amigo se convertirá en su peor enemigo. Shocker tendrá que lidiar con la crisis de Leslie que quiere salir a divertirse. La misión que el CMLL le confió a Bucanero tambalea por los problemas que envuelven su vida personal, mientras que Felino buscará estar en paz con su entorno y rescatar su relación con Princesa Blanca.
- Episodio 6. "Revés".

La misión llevará a nuestros luchadores a las entrañas de una prisión de máxima seguridad, excepto a Shocker, quien tendrá que llevar a Leslie de emergencia al hospital, por su parte, la creciente fama de Dragon Lee provoca los celos de su pareja, mientras Bucanero se muda para intentar comenzar una nueva vida, Felino tendrá la oportunidad de luchar a lado de sus hijos por primera vez en su 30 años de vida en la lucha libre.
- Episodio 7. "Caída".

El nivel de exigencia del CMLL crece para los cuatro luchadores. Dragon Lee acude a Shocker en busca de un nuevo entrenador, quien pone a prueba los límites del joven volador, el 1000% guapo y Leslie conocerán la fin el sexo del bebé. Princesa Blanca tendrá que decidir entre reconciliarse con Felino o demostrar por qué es la campeona nacional al arriesgar su cabellera. Bucanero en su nueva vida, duda en regresar a la terapia mientras arriesga su título para consagrarse como el mejor rudo de la historia.
- Episodio 8. "Preludio".

Un mensaje anti-violencia podría unir a los luchadores en una última misión, mientras la soberbia de Dragon Lee lo pone en peligro de quedarse sin entrenador antes de enfrentar a Puma King en el torneo En Busca de un Ídolo, Shocker y Niebla reviven su vieja rivalidad, la cual solo puede resolverse arriba del ring y Felino tiene que tomar una decisión al enfrentar la separación de Princesa, el amor de su vida.
- Episodio 9. "Destino".

Los luchadores tendrán que esforzarse al máximo en la última misión ante la exigente mirada del Consejo. Shocker recibe una visita sorpresa que lo hará reflexionar acerca de su vida ante los temores que siente por el próximo encuentro con Mr. Niebla. Los astros giran a favor de Dragon Lee, sin embargo la soberbia es la piedra que obstaculiza el camino al éxito del joven luchador. La ausencia de Princesa Blanca afecta la salud y condición de Felino al hacerlo pensar en opciones para el retiro.
- Episodio 10. "Legado".

Solo Tony Salazar decidirá si la misión está finalmente cumplida, mientras Shocker enfrenta a sus dos más grandes rivales, Mr. Niebla y su miedo al compromiso, Felino tendrá una última oportunidad de recuperar a Princesa Blanca y Dragon Lee recibirá la responsabilidad de portar la máscara más importante de la lucha libre y darle vida de nuevo a la leyenda…

## Crew
Primera temporada
- Creador por Carlos Cuscó y Guillermo Piñón
- Dirección, Guillermo Piñón
- Producción, Carlos Cuscó Guillermo Piñón, Ariel Taboada
- Producción Ejecutiva, Carlos Cuscó, Jaqueline Cantore, Daniel Laje
- Director de Contenido, Eusebio Balderas
- Director de Fotografía, Khristian Olivares
- Productor en Línea, Marisela Renovales
- Jefe de Unidad, Abraham López Soto
- Operador de Cámara, Xavier Ibarrola
- Contenidos, Hannsel Ayala Castro, Adrián Méndez
- 1.er Asistente de Dirección, Eduardo Canto
- Gaffer, Martín Rodríguez
- Sonido Directo, Román Soto
- Coordinación de Postproducción, Magali Ocaña
- Editores Senior, Othoniel Castellanos, Sandra Cárdenas
- Editores, Damián Mendoza, Elise Du Rant, María Calle, Aldo Álvarez, Luis Winder
- Mezcla de Postproducción y Audio, Subsuelo Audio
- Corrección de Color, Alejandro Briones
- Paquete Gráfico, Adam Rush
- 2.º Asistente de Dirección, Alessandro Márquez
- Personal, Javier Hernández
- Asistentes de Cámara, Mauricio Sánchez Polanco, Xavier Oliva
- Maquillaje y Vestuario, Mitzi Cobos
- Gerente de Locaciones, Particia Altamirano
- Asistentes de Producción, Eric Arcos, Vladimir Espinosa, Tamara Reyes
- Asistentes de Edición, Aldo Alpízar, Adela Robles
- Transporte, Oscar Garduño, Alejandro Garduño jr., Alejandro Sosa
- Jefe de Seguridad, Mario Leopoldo Mayen
- Administración, Pilar Ortíz

A&E Mundo LLC
- Executive VP and General Manager, Eduardo Ruíz
- VP Programming & Production, Jacqueline Cantore
- Original Production Director, Daniel Laje
- Executive Production, Carlos Cuscó
- Production, Lucas Rojo, Ticiana Ares
- Post Production Superviser, Javier de Innocentis
- Legal Affairs, Teresa Zerpa
- Producido por Foton LLC para A&E Mundo LLC

Segunda temporada
- Creado por Carlos Cuscó y Guillermo Piñón
- Producido por Carlos Cuscó y Ariel Taboada
- Dirigido por Guillermo Piñón
- Productor Ejecutivo, Ariel Taboada

- Productor en Línea, América Gutiérrez
- Gerente de Producción, Alberto Filio
- 1.er asistente de dirección, Omar Inzunza
- Director de fotografía, Khristian Olivares
- Director de contenidos, José Ramón Menendez
- Consultora de contenidos, Liliana Esclair
- Contenidos Hannsel Ayala, David Mascareño
- Operadores de cámara, Xavier Ibarrola, Guillermo Piñón, Mauricio Sánchez
- 2.º asistente de dirección, Gerardo Manjarrez
- Sonido directo, Román Soto
- Coordinador de producción, Vladimir Espinosa
- Asistentes de producción, Jessica Rangel, Diego Vásquez
- Legales, Tamara Reyes
- Gaffer, Oscar “Kiko” López
- Maquillaje y vestuario, Adrián Valdés Strevel, Carlos Correa
- Asistente de cámara, Mauricio Sánchez
- Encargados de equipo, Jonathan Filio
- Personal, Jorge Iván “Chobi” González
- Gerente de locaciones, Eduardo Gutiérrez
- Data manager, Raúl Merino
- Coordinadora postproducción, Magali Ocaña
- Editor Senior, Othoniel Castellanos
- Editores Sandra Cárdenas, Alejandro Briones
- Asistentes de edición, Adela Robles, Giselle Tamayo
- Gráfica, Ianko Perea
- Corrección de color, Alo Briones
- Posproducción de audio, discospangea
- Ingeniero de audio, Oscar Rivero
- Transportación, Erwin Mungi, Israel Chávez, Javier Medrano
- Seguridad Mario Mayen, Miguel Ramos
- Alimentación, Hecho en Casa

El Luchador 360
- Productora ejecutiva, América Gutiérrez
- Jefe de contenidos, Eusebio Balderas
- Director, Jair López
- Productor en línea, Ximena Mora
- Asistentes de producción, Caren Castro, Cynthia Venegas
- Coordinadora de postproducción, Sandra Cárdenas
- Editora, Victoria Mariño
- Asistentes de edición Aldo Alpizar, Jacinto Astiazarán

Por A&E Mundo LLC
- Executive VP and General Manager, Eduardo Ruíz
- Original Production Director, Daniel Laje
- Executive Production, Lucas Rojo
- Post Superviser, Javier de Innocentis
- Business Affairs, Teresa Zerpa